# 布替林
布替林（也译为丁替林）商品名Evadyne，分子式C21H27N，是一种三环类抗抑郁药（TCA），现已不再上市。